# تاکدا نوبوآکی
تاکدا نوبوآکی (به ژاپنی: 武田 信顕 たけだ のぶあき)؛ (تولد نامشخص – مرگ ۱۵۸۲) پنجمین پسر رهبر خاندان تاکدا، تاکدا نوبوتورا و برادر کوچکتر تاکدا شینگن در دوره سنگوکو در ژاپن بود.
روایتی وجود دارد که می‌گوید او پسر نامشروع تاکدا نوبوتورا، ارباب سابق ولایت کای بود و طبق این سنت، او برادر ناتنی شینگن تاکدا بود. تصور می‌شود که در دوران کودکی‌اش توسط نوبوتورا بزرگ شد که توسط شینگن و ملازمانش به ولایت سوروگا تبعید شد، اما در مارس ۱۵۵۶، با هماهنگی میوشی ناگایوشی، از ولایت یاماتو دعوت شد تا ارباب قلعه واکیجو شود. حتی پس از مرگ ناگایوشی، او به خدمت میوشی ناگاهارو ادامه داد.